# MANTIS
Pour les articles homonymes, voir Mantis.
MANTIS est une série télévisée américaine en un épisode pilote de 90 minutes suivi de 21 épisodes de 44 minutes, créée par Sam Raimi et Sam Hamm, diffusée du 26 août 1994 au 3 mars 1995 sur le réseau Fox. Cette série a la particularité de présenter un super héros afro-américain. Le nom de la série provient de l'acronyme de Mechanically Augmented Neuro Transmitter Interception System.
Cette série est inédite dans tous les pays francophones.

## Synopsis
MANTIS raconte l'histoire d'un scientifique afro-américain paralysé qui vient de créer un exosquelette pour se donner la possibilité de se mouvoir. Cet exosquelette lui donnant des capacités hors du commun, il décide de combattre le crime…

## Distribution
- Carl Lumbly : Dr Miles Hawkins
- Roger Rees : John Stonebrake
- Christopher Gartin (en) : Taylor Savage
- Galyn Görg : Lt. Maxwell
- Gary Graham : Capt. Ken Hetrick (9 épisodes)
- Jerry Wasserman : Det. Paul Warren (6 épisodes)
- Garry Chalk : Détective Reid (4 épisodes)
- Blu Mankuma : Chef Grant (4 épisodes)
- Clabe Hartley : Tony (4 épisodes)
- Robert Hooks : Maire Lew Mitchell (3 épisodes)
- Andrew Kavadas : MIB (3 épisodes)
- Martin Cummins : Paul Benton (3 épisodes)
- Peter Brost : Miles Hawkins, enfant (3 épisodes)
- Lorena Gale : Lynette (3 épisodes)
- Andrew Robinson : Solomon Box (3 épisodes)
- Suki Kaiser : Ashley Williams (2 épisodes)
- Sook-Yin Lee : Woo Kang (2 épisodes)
- Gina Torres : Dr Amy Ellis (épisode pilote)

## Épisodes
1. First Steps
2. Tango Blue
3. Days of Rage
4. Cease Fire
5. Soldier of Misfortune
6. Gloves Off
7. The Black Dragon
8. To Prey in Darkness
9. Fire in the Heart
10. Thou Shalt Not Kill
11. Revelation
12. Through the Dark Circle
13. The Eyes Beyond
14. Faces in the Mask
15. The Sea Wasp
16. Progenitor
17. Switches
18. The Delusionist
19. Fast Forward
20. Spider in the Tower
21. Ancestral Evil
22. Ghost of the Ice

## Récompenses
- Saturn Award :
  - Saturn Award de la meilleure série 1995

## DVD
L'intégralité de la série est sortie en coffret 4 DVD chez Image Entertainment le 27 janvier 2009 uniquement en anglais non sous-titré.